# Lembit Peterson
Lembit Peterson (Tallinn, 18 de agosto de 1953) é um pedagogo de teatro, ator e director estoniano.
Em 1971 ele formou-se no Departamento de Artes Cénicas do Conservatório Estatal de Tallinn. De 1976 a 1979 e de 1985 a 1988 trabalhou no Teatro Juvenil da Estónia e de 1979 a 1982 no Teatro Ugala.
Em 1994 foi um dos fundadores do teatro/estúdio Theatrum.

## Prémios
- 1998: Prémio cultural da República da Estónia[1]
- 2006: Ordem do Brasão Nacional, IV classe[2]